# Wespen (Barby)

Lage von Wespen in der Stadt Barby

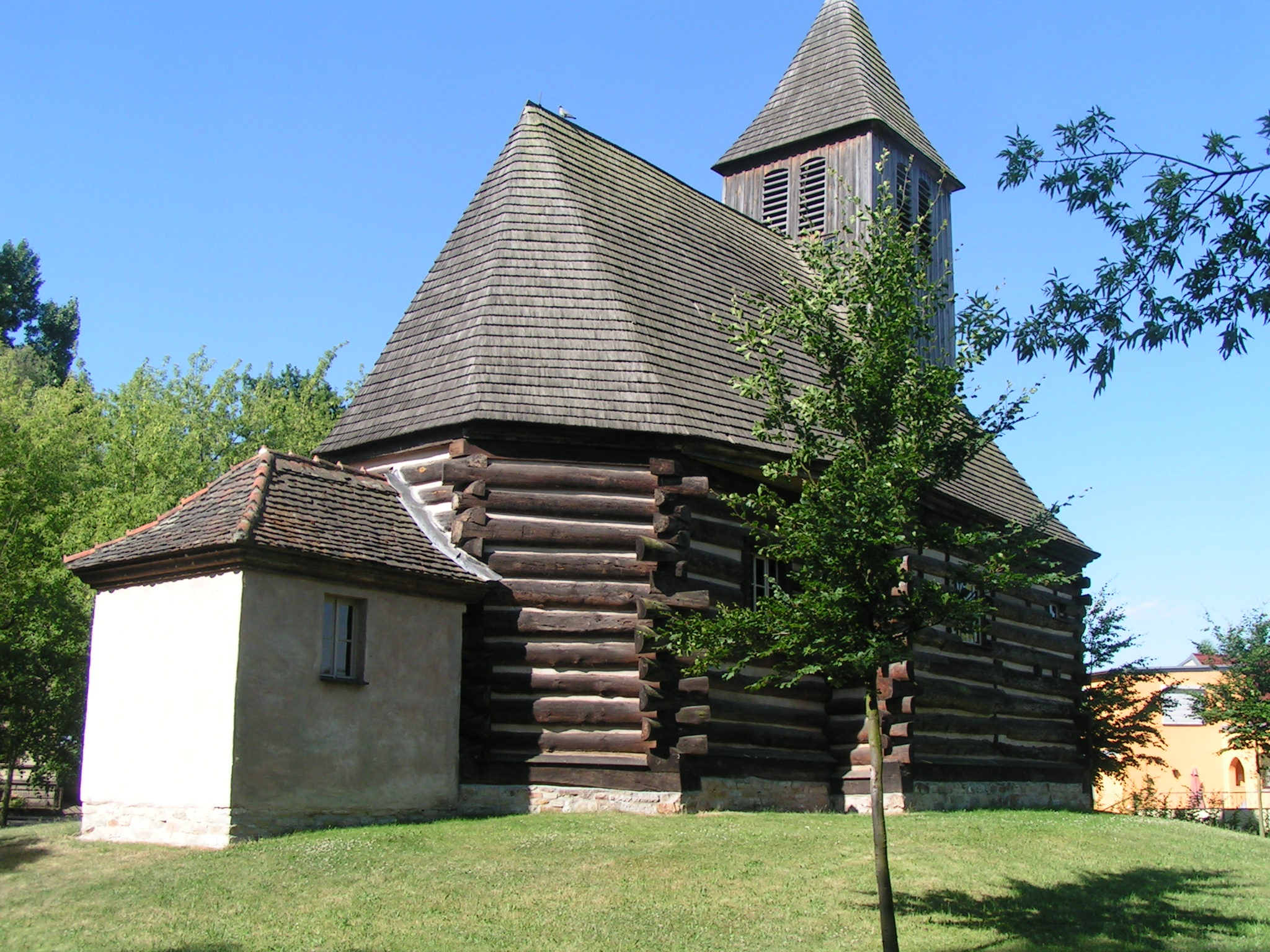
Schrotholzkirche Wespen

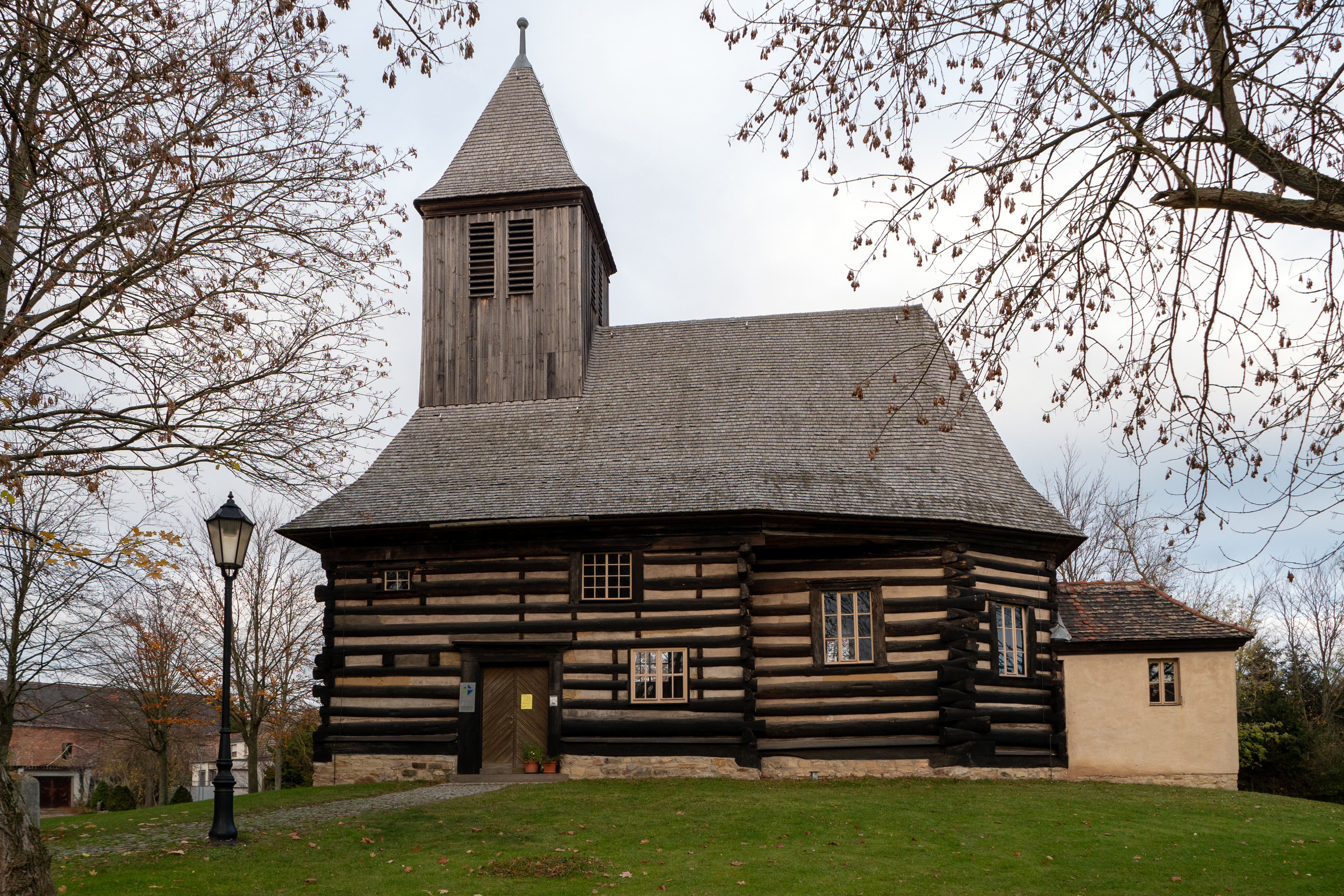
Schrotholzkirche in Wespen

Wespen ist ein Ortsteil der Stadt Barby im Salzlandkreis in Sachsen-Anhalt.

## Geografie
Die Gemarkung Wespens am Südostrand der Magdeburger Börde liegt nahe der Mündung der Saale in die Elbe. Die Stadt Barby ist ca. 4 km, Magdeburg ca. 30 km entfernt. Das flache, ertragreiche Ackerland geht östlich von Wespen in das Auengebiet des Biosphärenreservates Mittlere Elbe über.

## Geschichte
Wespen taucht erstmals 1494 in einem Lehnsbuch der Grafschaft Barby als wüster Ort „Worspe“ auf. Am 29. Oktober 1669 wurde die wüste Feldmark Wespen böhmischen Exulanten durch den kursächsischen Herzog August zugewiesen. Nach dem Wiederaufbau des Ortes wurde 1687 die örtliche Schrotholzkirche errichtet. Sie ist bis heute die einzige schindelgedeckte Schrotholzkirche Deutschlands. Am 2. März 1784 wurde nach einem Bruch des Elbdammes bei Tornitz der gesamte Ort überflutet. Nachdem Preußen im Krieg gegen Napoleon 1806 die Schlacht bei Jena und Auerstedt verloren hatte, fielen am 22. Oktober 1806 französische Truppenteile in Wespen ein und plünderten das Dorf. Von 1807 bis 1813 gehörte Wespen zum französisch beherrschten Königreich Westphalen und wurde durch den Kanton Barby im Distrikt Magdeburg verwaltet.
Nach dem Ende der französischen Besetzung kam Wespen wieder zu Preußen. Durch die Verwaltungsreform von 1815 wurde Wespen in den Landkreis Calbe a./S. eingegliedert. Zu diesem Zeitpunkt hatte der Ort etwa 180 Einwohner. 1837 wurde eine einklassige Schule gebaut. Als 1839 die Bahnstrecke Magdeburg–Leipzig eröffnet wurde, entstand in Gnadau der nächstgelegene Bahnhof. Das immer noch zur Tradition von Wespen gehörende Ringreiten wurde 1855 zum ersten Mal veranstaltet. 1880 hatte sich die Einwohnerzahl auf 359 erhöht. Während sich diese Zahl 1910 auf 488 erhöht hatte, lebten bei Ausbruch des Zweiten Weltkriegs nur noch 355 Menschen in Wespen.
Am 13. August 1941 traf eine britische Luftmine den Hof Nr. 22, vernichtete das Anwesen unter Hinterlassen eines riesigen Kraters, tötete die beiden erwachsenen Bewohner und verletzte ein Mädchen schwer. Auch im Umkreis von 200 Metern waren die Wohn- und Stallgebäude verwüstet. Der Ort stand unter Schock. Es war die erste Minenbombe, die Anhalt getroffen hatte. Da das Dorf vorher durch zwei Leuchtbomben erhellt worden war, nimmt der Luftkriegshistoriker Olaf Groehler an, dass es sich um ein Testbombardement gehandelt hat.
Im April 1945 wurde Wespen von der US-Armee eingenommen und im Juni der Roten Armee übergeben. Mit Unterstützung der Sowjetischen Militäradministration wurde 1948 in Wespen wie überall in der Sowjetischen Besatzungszone (SBZ) eine landwirtschaftliche Maschinen-Ausleih-Station (MAS) gegründet, die später in Maschinen-Traktoren-Stationen (MTS) umbenannt wurde. Nachdem 1949 in der SBZ die DDR gegründet worden war, führte diese 1950 eine erste Verwaltungsreform durch, mit der der Landkreis Calbe in Landkreis Schönebeck umbenannt wurde. Eine weiterreichende Verwaltungsreform erfolgte 1952, mit der die Länder auf dem Gebiet der DDR abgeschafft und durch Bezirke ersetzt wurden. Dadurch wurde Wespen vom Land Sachsen-Anhalt in den Bezirk Magdeburg umgegliedert.
Am 1. April 1955 wurde in Wespen von einigen Bauern die Landwirtschaftliche Produktionsgenossenschaft (LPG) „Mitschurin“ gegründet, die später ihren Namen in „1. Mai“ abänderte. Es dauerte bis zum Dezember 1959, bis alle Landwirtschaftsbetriebe der LPG beigetreten waren. Im Januar 1960 schloss sich die LPG Wespen der LPG in Tornitz an. 1967 erhielt Wespen einen neuen Kindergarten, zwei Jahre später wurde aber die Schule aufgelöst, und alle Kinder mussten nach Barby zum Unterricht. 1969 wurde die Schrotholzkirche umfassend saniert. Ab 1972 wurden die kommunalen Verwaltungsaufgaben vom Gemeindeverband Barby wahrgenommen. Im Ortskern von Wespen wurde 1972 eine neue Kaufhalle eröffnet. Nur 17 Jahre nach ihrer Sanierung musste die Schrotholzkirche 1986 baupolizeilich geschlossen werden.
Die Wiedervereinigung Deutschlands brachte der Infrastruktur von Wespen sowohl Vor- als auch Nachteile. 1990 wurde mit der Verlegung einer Abwasserleitung begonnen, es schloss aber auch die Gemeindeschwesternstation. 1992 schloss die einzige Gaststätte, hingegen erhielt die Straße nach Mühlingen ein neues Pflaster. 1994 wird die Konsum-Kaufhalle, 1996 die Kindertagesstätte geschlossen. 1997 wurde die Schrotholzkirche nach vierjähriger Sanierung wieder eingeweiht, und es wurden Erdkabel für Energie und die Telekom verlegt. 2009 wurde mit dem Bau einer Mehrzweckhalle begonnen. Von 1991 bis 2010 sank die Zahl der Einwohner von 267 auf 240. Mit der Kreisreform in Sachsen-Anhalt 2007 wurde Wespen in den neu geschaffenen Salzlandkreis eingegliedert.
Am 1. Januar 2010 schlossen sich die bis dahin selbstständigen Gemeinden Wespen, Breitenhagen, Glinde, Groß Rosenburg, Lödderitz, Pömmelte, Sachsendorf, Tornitz und Zuchau sowie die Stadt Barby (Elbe) zur neuen Stadt Barby zusammen. Gleichzeitig wurde die Verwaltungsgemeinschaft Elbe-Saale, zu der Wespen gehörte, aufgelöst.

## Politik
- Wg E-S-W: 1
- WgW: 4

Letzte Bürgermeisterin der Gemeinde Wespen war Gudrun Tulinski.

### Ortschaftsrat
Vorsitzender des Ortschaftsrats Wespen ist Denis Funk (Wg E-S-W) und Stellvertreterin ist Isabel Kalinke (WgW).

### Wappen
Das Wappen wurde am 8. Januar 2008 durch den Landkreis genehmigt.
Blasonierung: „In Rot zwei verkehrt gegengewendete goldene Wespen mit schwarzer Zeichnung.“

## Gedenkstätten
Auf dem Ortsfriedhof erinnert eine Grabstätte an einen unbekannten Polen, der während des Zweiten Weltkrieges nach Deutschland verschleppt und ein Opfer von Zwangsarbeit wurde.
Vor der Kirche befindet sich ein Kriegerdenkmal zur Erinnerung an die in den Weltkriegen gefallenen Bürger von Wespen.

## Verkehrsanbindung
Wespen liegt zwischen den Landesstraßen von Barby nach Calbe (Saale) bzw. von Barby über Gnadau nach Schönebeck (Elbe). Die nächste Bahnstation befindet sich in der Nachbargemeinde Gnadau (Strecke Magdeburg – Halle).

## Belege
1. ↑  Olaf Groehler: Anhalt im Luftkrieg. Anhaltische Verlagsgesellschaft, Dessau 1993. ISBN 3-910192-05-X. S. 27–28
2. ↑  StBA: Gebietsänderungen vom 1. Januar bis 31. Dezember 2010
3. ↑  Gremien, Sitzungskalender und Amtsblätter der Stadt Barby. Abgerufen am 6. Mai 2025.
4. ↑  Ergebnisse der Kommunalwahlen der Stadt Barby am 09.06.2024. Abgerufen am 6. Mai 2025.
5. ↑  Amtsblatt des Landkreis Nr. 1/2008 Seite 5/6 (Memento des Originals vom 4. Februar 2015 im Internet Archive)  Info: Der Archivlink wurde automatisch eingesetzt und noch nicht geprüft. Bitte prüfe Original- und Archivlink gemäß Anleitung und entferne dann diesen Hinweis.